# Lost on You
"Lost on You" é uma canção gravada pela artista musical norte-americana LP para seu terceiro extended play, Death Valley, e seu quarto álbum de estúdio de mesmo nome (2016). Foi lançada em 20 de novembro de 2015, através da Vagrant. Comercialmente, "Lost on You" obteve êxito, alcançando o topo de oito tabelas europeias—Valônia, França, Grécia, Israel, Polônia, Romênia, Sérvia e Turquia. O single também foi certificado Platina dupla pela Federazione Industria Musicale Italiana por conseguir mais de 100 mil unidades. A música também foi incluída na trilha sonora da novela Terra e Paixão (2023).

## Antecedentes
Em entrevista para a InStyle em 2017, LP declarou que apresentou "Lost on You" para a sua gravadora anterior (a Warner Bros.) junto com outras duas faixas que ela considera que são "músicas que fizeram muito bem para mim": "Muddy Waters" e "Strange". No entanto, as canções foram descartadas pela gravadora e ela foi liberada do contrato duas semanas depois do ocorrido.

## Vídeo musical
O vídeo musical que acompanha foi lançado em 1 de junho de 2016 e foi dirigido por Chuck David Willis. O vídeo mostra uma garota caminhando melancolicamente por Nova Iorque, acompanhado de imagens de LP tocando seu ukulele. A cantora afirma que o vídeo "é o mais próximo que já cheguei a ter uma representação cinematográfica íntima de minhas memórias e minha vida real mescladas. [É] Um pouco selvagem ser atriz em sua própria vida por um pouco. Isso realmente aumentou minha sensação de seguir em frente e o que realmente parece".

## Faixas e formatos
| Download digital |               |         |  |
| N.º              | Título        | Duração |  |
| 1.               | "Lost on You" | 4:26    |  |

| Download digital (VILLAGE Remix) |                               |         |  |
| N.º                              | Título                        | Duração |  |
| 1.                               | "Lost on You" (VILLAGE Remix) | 4:02    |  |

| Extended play (EP) de remixes (parte 1) |                                                           |         |  |
| N.º                                     | Título                                                    | Duração |  |
| 1.                                      | "Lost on You" (Consoul Trainin & Liva K Remix Radio Edit) | 3:46    |  |
| 2.                                      | "Lost on You" (Consoul Trainin & Liva K Remix)            | 7:25    |  |
| 3.                                      | "Lost on You" (Pilarinos & Karypidis Remix)               | 3:50    |  |
| 4.                                      | "Lost on You" (Pilarinos & Karypidis Remix Radio Version) | 3:19    |  |

| Extended play (EP) de remixes (parte 2) |                                                            |         |  |
| N.º                                     | Título                                                     | Duração |  |
| 1.                                      | "Lost on You" (Swanky Tunes & Going Deeper Remix)          | 3:30    |  |
| 2.                                      | "Lost on You" (Swanky Tunes & Going Deeper Remix Extended) | 4:36    |  |
| 3.                                      | "Lost on You" (Village Remix)                              | 4:02    |  |

| Extended play (EP) de remixes (versão italiana) |                                       |         |  |
| N.º                                             | Título                                | Duração |  |
| 1.                                              | "Lost on You" (Mhe Radio Edit)        | 3:18    |  |
| 2.                                              | "Lost on You" (Mhe Remix)             | 5:27    |  |
| 3.                                              | "Lost on You" (Addal Remix)           | 3:40    |  |
| 4.                                              | "Lost on You" (Francesco Rossi Remix) | 4:40    |  |

## Desempenho nas tabelas musicais
Um sucesso inesperado, "Lost on You" foi lançada em novembro de 2015 e contou com diversos relançamentos no ano seguinte, fazendo com que fosse impulsionada nas tabelas europeias. Na Grécia, a canção atingiu o número dois na tabela publicada pela IFPI Greece, que mede as execuções nas rádios. Em artigo publicado pela Billboard em setembro de 2016, a contagem feita pela revista até aquele momento registrava 22 semanas entre as dez canções mais bem colocadas da lista, fazendo a canção ser um dos maiores sucessos do ano do país. No mesmo mês, "Lost on You" recebeu a certificação de Platina.
| Tabela musical (2016)                                             | Melhor posição |
| ----------------------------------------------------------------- | -------------- |
| Alemanha (Media Control Charts)                                   | 42             |
| Áustria (Ö3 Austria Top 40)                                       | 4              |
| Bélgica (Ultratop 50 de Flandres)                                 | 18             |
| Bélgica (Ultratop 40 da Valônia)                                  | 1              |
| Croácia (ARC Top 40)                                              | 5              |
| Eslováquia (IFPI Slovenská Republika)                             | 15             |
| Espanha (Productores de Música de España)                         | 5              |
| França (Syndicat National de l'Édition Phonographique)            | 1              |
| Grécia (Greece Digital Songs)                                     | 1              |
| Hungria (Magyar Hanglemezkiadók Szövetsége)                       | 4              |
| Israel (Media Forest)                                             | 1              |
| Itália (Federazione Industria Musicale Italiana)                  | 5              |
| Letônia (Latvijas Top 40)                                         | 9              |
| Líbano (Lebanese Top 20)                                          | 16             |
| Luxemburgo (Luxembourg Digital Songs)                             | 2              |
| Países Baixos (MegaCharts)                                        | 72             |
| Polónia (Związek Producentów Audio Video)                         | 1              |
| Chéquia (IFPI Česká Republika)                                    | 26             |
| Roménia (Airplay 100)                                             | 1              |
| Roménia (Media Forest)                                            | 2              |
| Roménia (Media Forest TV Airplay)                                 | 1              |
| Rússia (Russian Music Charts) · Swanky Tunes & Going Deeper Remix | 1              |
| San Marino (Radio Top 50)                                         | 2              |
| Sérvia (IFPI)                                                     | 1              |
| Eslovênia (SloTop50)                                              | 8              |
| Suécia (Sverigetopplistan Heatseekers)                            | 5              |
| Suíça (Schweizer Hitparade)                                       | 5              |
| Turquia (Number One Top 40)                                       | 1              |
| União Europeia (Euro Digital Songs)                               | 20             |

| Tabela musical (2016)             | Melhor posição |
| --------------------------------- | -------------- |
| Bélgica (Ultratop 50 de Flandres) | 99             |
| Bélgica (Ultratop 40 da Valônia)  | 37             |
| Israel (Media Forest)             | 7              |
| Suíça (Schweizer Hitparade)       | 54             |

| País (Empresa)     | Certificação |
| ------------------ | ------------ |
| Bélgica (BEA)      | Ouro         |
| França (SNEP)      | Ouro         |
| Grécia (AGPP)      | Platina      |
| Itália (FIMI)      | 3× Platina   |
| Polónia (ZPAV)     | Platina      |
| Suíça (IFPI Suíça) | Ouro         |

## Histórico de lançamento
| País           | Data                   | Formato             | Gravadora                                  |
| -------------- | ---------------------- | ------------------- | ------------------------------------------ |
| Estados Unidos | 20 de novembro de 2015 | Download digital    | Vagrant Warner Bros.                       |
| Espanha        | 20 de novembro de 2015 | Download digital    | Vagrant Warner Bros.                       |
| Canadá         | 8 de janeiro de 2016   | Download digital    | Vagrant Warner Bros.                       |
| Rússia         | 25 de maio de 2016     | Download digital    | Vagrant Warner Bros.                       |
| Turquia        | 7 de junho de 2016     | Download digital    | Yeni Dünya Müzik Cobalt Music Warner Bros. |
| Itália         | 10 de junho de 2016    | Download digital    | X-Energy Production Vagrant Warner Bros.   |
| Reino Unido    | 16 de junho de 2016    | Download digital    | Vagrant Warner Bros.                       |
| Japão          | 16 de junho de 2016    | Download digital    | Vagrant Warner Bros.                       |
| Estados Unidos | 17 de janeiro de 2017  | Rádios alternativas | Vagrant Warner Bros.                       |